# استودان (قبر سنگی) پوزه مشهد
استودان (قبر سنگی) پوزه مشهد مربوط به دوره ساسانیان است و در شهرستان شیراز، بخش زرقان، ۳ کیلومتری جنوب شرق شهر زرقان واقع شده و این اثر در تاریخ ۳۰ بهمن ۱۳۸۶ با شمارهٔ ثبت ۲۰۷۶۶ به‌عنوان یکی از آثار ملی ایران به ثبت رسیده است.